# Martyrologe de Tallaght

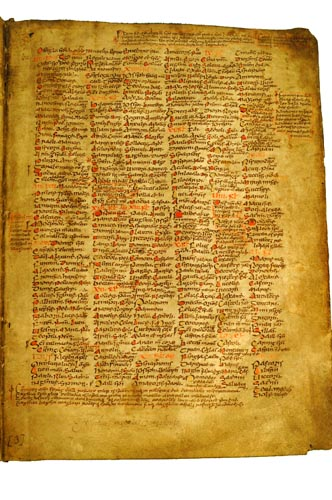
Une partie de la copie du Martyrologe de Tallaght séparée du Livre de Leinster et conservée à l'University College de Dublin

Le Martyrologe de Tallaght est un martyrologe du VIIIe ou IXe siècle, une liste et un calendrier de saints rassemblés par Máel Ruain et/ou Óengus de Tallaght au monastère de Tallaght près de Dublin. Il est étroitement lié au Félire Óengusso ou Martyrologe d'Óengus de Tallaght. Il s'agit d'un texte en prose contenant deux sections par jour de l'année, une générale et une spécifique aux saints irlandais auxquelles s'ajoute un prologue et un épilogue.

## Prologueet paganisme irlandais
Le prologue contient un verset célèbre sur le déclin de la foi païenne en Irlande : « Senchatraig na ngente/iman roerud rudad/itfossa can adrad/amail Lathrach Lugdach.
Ind locáin rogabtha/dessib ocus trírib/it rúama co ndálib/co cétaib, co mílib.[réf. nécessaire] » qui peut se traduire en anglais par
 (janvier 2024).
Le contenu est difficilement compréhensible vu les erreurs de traduction, qui sont peut-être dues à l'utilisation d'un logiciel de traduction automatique.
« The old cities of the pagans to which length of occupation has refused are deserts without worship like Lugaid's House-site.
The little monastic sites that were settled by twos and threes are Romes with multitudes, with thousands. »

## Titre et paternité
La première mention du martyrologe de Tallaght se trouve dans le martyrologe de Gorman (Félire Uí Gormáin) rédigé entre 1166 et 1174 par Mael Muire Ua Gormáin, abbé de Knock dans le comté de Louth. Ua Gormáin attribue le martyrologe de Tallaght à Mael Ruain. Il avance également qu'Óengus a basé son propre martyrologe sur celui-ci : "... parce qu'il en était ainsi dans le martyrologe de Tallaght de Mael Ruain, à partir duquel il [Óengus] a composé sa félire",.
L'érudit du XVIIe siècle Michael O'Clery publie une version du martyrologie de Tallaght et fait débuter son texte par « Ici commence le martyrologie d'Oengus mac Oibleain et de Mael Ruain » sans pour autant indiquer la source sur laquelle s'appuie cette affirmation de paternité.
Le franciscain John Colgan, autre érudit du XVIIe siècle, souligne qu'Óengus et Mael Ruain n'auraient pas pu terminer le martyrologe de Tallaght tel qu'il est, car plusieurs entrées son postérieures à leur mort à tous deux. Il propose toutefois que les dernières inscriptions du martyrologes aient été faites à Tallaght, où Óengus et Maelruain travaillaient ensemble, justifiant ainsi l'utilisation par Ua Gormáin du nom de Martyrologie de Tallaght.
Nourri de traditions orales et des textes plus anciens, la compilation pourrait avoir été achevée en 790. Cependant, Pádraig Ó Riain de l'University College Cork soutient que le martyrologe de Tallaght et le martyrologe d'Oengus datent d'environ 830. Ó Riain montre que les sections générales du Martyrologie de Tallaght sont basées sur une copie northumbrienne du Martyrologe Hieronymien,.

## Manuscrits
Le plus ancien manuscrit survivant se trouve dans un fragment du Livre de Leinster d'Áed Ua Crimthainn, daté du XIIe siècle,. Il est constitué de dix folio séparés du volume principal du Livre de Leinster en 1583. Ils sont entrés dans la possession de Michael O'Clery en 1627 puis déposés au couvent franciscain de Donegal. En 1631, les feuillets du Martyrologie de Tallaght furent envoyés à Saint-Antoine de Louvain, où John Colgan ajouta quelques marginalia. À la fin du XVIIIe siècle, ils passent au Collège Saint-Isidore de Rome avant d'être renvoyés en Irlande en 1872, d'abord au couvent franciscain de Merchant's Quay, Dublin, puis à Dun Mhuire, Killiney. En 2000, le manuscrit est confié à l'University College Dublin, où il est connu sous le nom de MS Franciscan A3. À ce manuscrit du XIIe siècle manque le texte correspondant à environ cent cinquante jours du calendrier. Cette partie manquante est toutefois connue par la transcription effectuée par Michael O'Clery au XVIIe siècle.
Le martyrologe d'Oengus de Tallaght, en vers, est quant à lui connu par un certain nombre d'autres manuscrits du début du Moyen Âge.

## Édition
- Richard Irvine Best et Hugh Jackson Lawler, The martyrology of Tallaght, Henry Bradshaw Society, 1931 (lire en ligne)